# 우에노시바역
우에노시바역(일본어: 上野芝駅, うえのしばえき 우에노시바에키[*])은 일본 오사카부 사카이시 니시구에 있는 서일본 여객철도의 역이다.

## 역 구조
상대식 승강장으로 2면 2선의 교상역이다. 양 선의 가운데에 상하행 양방향 통과선이 2개 더 존재하여 대피가 가능하다. 예전에는 대피선이 없는 상대식 2면 2선의 승강장이었지만 나중에 대피선이 추가되었다. 역사에 엘리베이터나 에스컬레이터가 없어 현재 에스컬레이터 설치 공사가 진행되고 있다. 대신 휠체어 이용자를 위한 경사면이 설치되어 있어 인터폰으로 역무원과 연락하여 도움을 받을 수 있다.
이코카 및 제휴 교통카드의 사용이 가능하다.

### 승강장
| 1 | ■ 한와 선 | 오토리 · 간사이 공항 · 와카야마 방면 |
| 2 | ■ 한와 선 | 덴노지 · 오사카 방면                 |

## 역사
- 1929년 7월 18일: 한와 전기 철도 덴노지역 ~ 이즈미후추역 간의 개업에 따라 신설되었다.
- 1940년 12월 1일: 회사 간 인수 합병에 따라 난카이 전기 철도 야마노테 선의 소속이 되었다.
- 1944년 5월 1일: 국유화에 따라 일본국유철도의 소속이 됨과 동시에 역으로 승격하였다.
- 1987년 4월 1일: 민영화에 따라 서일본 여객철도의 소속이 되었다.
- 2003년 11월 1일: 이코카의 사용이 개시되었다.

## 인접정차역
| 서일본 여객철도 한와 선 | 서일본 여객철도 한와 선 | 서일본 여객철도 한와 선 |
| ----------------------- | ----------------------- | ----------------------- |
| 모즈 덴노지 방면        | ■ 한와 선 보통          | 쓰쿠노 와카야마 방면    |